# Niels Oude Kamphuis
Niels Oude Kamphuis Dellerba (Hengelo, 14 novembre 1977) è un ex calciatore olandese, di ruolo centrocampista.

## Carriera

### Club
Iniziò la sua carriera nel Twente, dove rimase per cinque anni, prima di lasciare il campionato olandese per trasferirsi in Germania, allo Schalke 04.
Dopo sei anni allo Schalke (134 presenze e 8 reti) andò al Borussia Mönchengladbach, un altro team tedesco, in cui rimase per una stagione.
Finì prematuramente la carriera di calciatore nel Twente, ritornato a dodici anno di distanza il 16 agosto 2006, a causa di un lungo infortunio.

### Nazionale
Ha giocato una partita amichevole con la Nazionale di calcio dei Paesi Bassi contro l'Inghilterra nel 2001.